# 아랍에미리트의 경제
아랍에미리트의 경제는 중동(터키, 사우디아라비아, 이란)에서 4번째로 크며, 2020년 국내총생산(GDP)은 4,210억 달러(AED 1.5조원)이다.
아랍에미리트(UAE)는 경제를 성공적으로 다각화하고 있으며, 특히 두바이에서 여전히 석유와 천연가스 수입에 크게 의존하고 있으며, 이는 아랍에미리트 연합의 경제, 특히 아부다비에서 중추적인 역할을 계속하고 있다. UAE 경제의 85% 이상이 2009년 원유 수출에 기반을 두고 있다. 아부다비를 비롯한 UAE의 다양화 접근 방식은 상대적으로 보수적인 반면 석유 매장량이 훨씬 적은 두바이는 다양화 정책이 더 과감했다. 2011년, 석유 수출은 UAE 국가 예산의 77%를 차지했다.
관광업은 UAE에서 석유가 아닌 더 큰 수입원 중 하나이며, 세계에서 가장 고급스러운 호텔 중 일부는 UAE에 기반을 두고 있다. 대규모 건설 붐, 제조업 기반 확대, 그리고 번창하는 서비스 부문이 UAE의 경제 다변화에 있다. 전국적으로, 현재 3,500억 달러 상당의 활발한 건설 프로젝트가 있다.
UAE는 세계무역기구와 OPEC의 회원국이다.
UAE 정부는 석유 수익에 대한 의존도를 줄이고 다변화를 위해 오랫동안 경제에 투자해 왔다.

## 역사
1971년 영국으로부터 독립하고 통일되기 전에는 각 에미리트 연합국이 자국의 경제를 책임졌다. 당시 일본 양식 진주가 개발되고 상업용 석유가 발견되기 전까지 진주 잠수, 수렵, 어업이 경제의 주축이었다. 자이드 빈 술탄 알나하얀 전 아랍에미리트 대통령은 자국을 20세기로 발전시키고 석유 수출로 얻은 수익을 필요한 개발 자금에 사용한 공로를 인정받고 있다. 마찬가지로, 라시드 빈 사이드 알 막툼 전 아랍에미리트 부통령도 두바이 에미리트에 대한 대담한 비전을 가지고 있었으며 석유만이 아니라 다른 산업에서도 미래를 내다보았다.
1980년대에 두바이의 다양화는 무역과 해운 및 물류 센터, 특히 지벨 알리 항구와 자유 지역, 두바이 국제공항을 중심으로 이루어졌으며, 이는 해운, 운송 및 물류 분야에서 여러 가지 주요 글로벌 플레이(DP 월드, 에미레이트, DNATA)로 이어졌다. 두바이의 활발한 부동산 시장의 출현은 2007년~2008년의 글로벌 금융 위기로 잠시 중단되었다. 이때 두바이는 아부다비에 의해 구제금융을 받았다. 과열된 시장으로부터의 회복은 많은 '보류' 프로젝트들이 다시 시작되면서 UAE 전역의 보다 엄격한 규제와 감독 그리고 보다 현실적인 부동산 시장으로 이어졌다. 시장은 계속 확장되고 있지만, 개발자들의 현재 시장 상황은 '힘든' 것으로 특징지어진다.

## 개요
UAE는 2018년 국내총생산(GDP)이 4,140억 달러(AED 1조 5,200억 달러)로 아랍권(사우디아라비아에 이어)에서 두 번째로 큰 경제 규모를 자랑한다. GDP의 3분의 1은 석유수입에서 나온다. 경제 성장률은 2013년에 4~4.5%로 예상되었는데, 이는 지난 5년간 2.3~3.5%였던 것과 비교된다. 1971년 독립 이후 UAE의 경제는 2013년 AED 1조 4,500억 달러로 약 231배 성장했다. 비석유 무역은 1981년부터 2012년까지 약 28배 증가한 1.2조 AED로 성장했다.
UAE의 경제는 세계적으로 가장 개방적인 나라 중 하나이며, UAE의 경제 역사는 선박들이 모잠비크 남쪽까지 스와힐리 해안을 따라 인도로 항해했던 시대로 거슬러 올라간다.
국제통화기금(IMF)은 UAE의 경제성장이 2014년 4.3%에서 2015년에는 4.5%로 증가할 것으로 예상했다. IMF는 UAE의 세계 경제 전망 보고서에서 잠재적으로 강한 경제 성장을 2014년과 2015년에 비석유 부문의 기여도가 증가하여 평균 6% 이상의 성장을 기록했다고 평가했다. 이러한 기여에는 은행, 관광, 상업 및 부동산이 포함된다. 인프라 프로젝트에서 에미리트의 구매력과 정부 지출이 크게 증가했다.
아랍에미리트 정부는 수개월간의 코로나바이러스 폐쇄에 따른 경제적 충격에 대처하고 회복하기 위한 시도로 각 부처와 부서를 포함한 연방기관의 50%이상의 광범위한 구조조정과 합병을 발표했다.

## 대외 무역

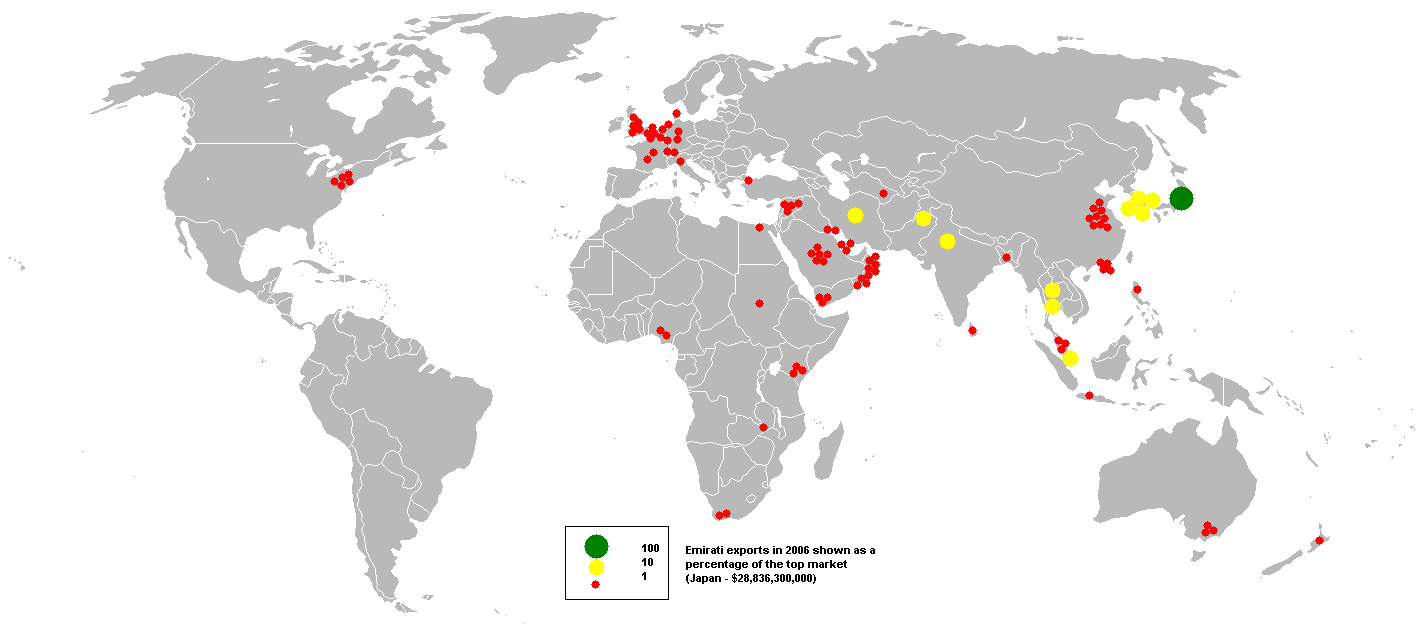
2006년 아랍에미리트 수출

2012년 총 수입액이 2,735억 달러로 UAE는 사우디아라비아를 제치고 이 지역에서 가장 큰 소비 시장으로 부상했다. 수출 총액은 3,140억 달러로 UAE는 이 지역에서 두 번째로 큰 수출국이다.
UAE와 인도는 서로의 주요 교역 상대국이며, UAE의 많은 시민들이 전자에서 일하고 생활하고 있다. 무역 총액은 750억 달러 이상이다.
2014년 아랍에미리트 주요 파트너국 상위 5개국은 이란 (3.0%), 인도 (2.9%), 사우디아라비아 (1.5%), 오만 (1.4%), 스위스 (1.2%) 등이다. UAE 상위 5개 공급국은 중국 (7.4%), 미국 (6.4%), 인도 (5.8%), 독일 (3.9%), 일본 (3.5%)이다.

## 인적 자원 및 고용

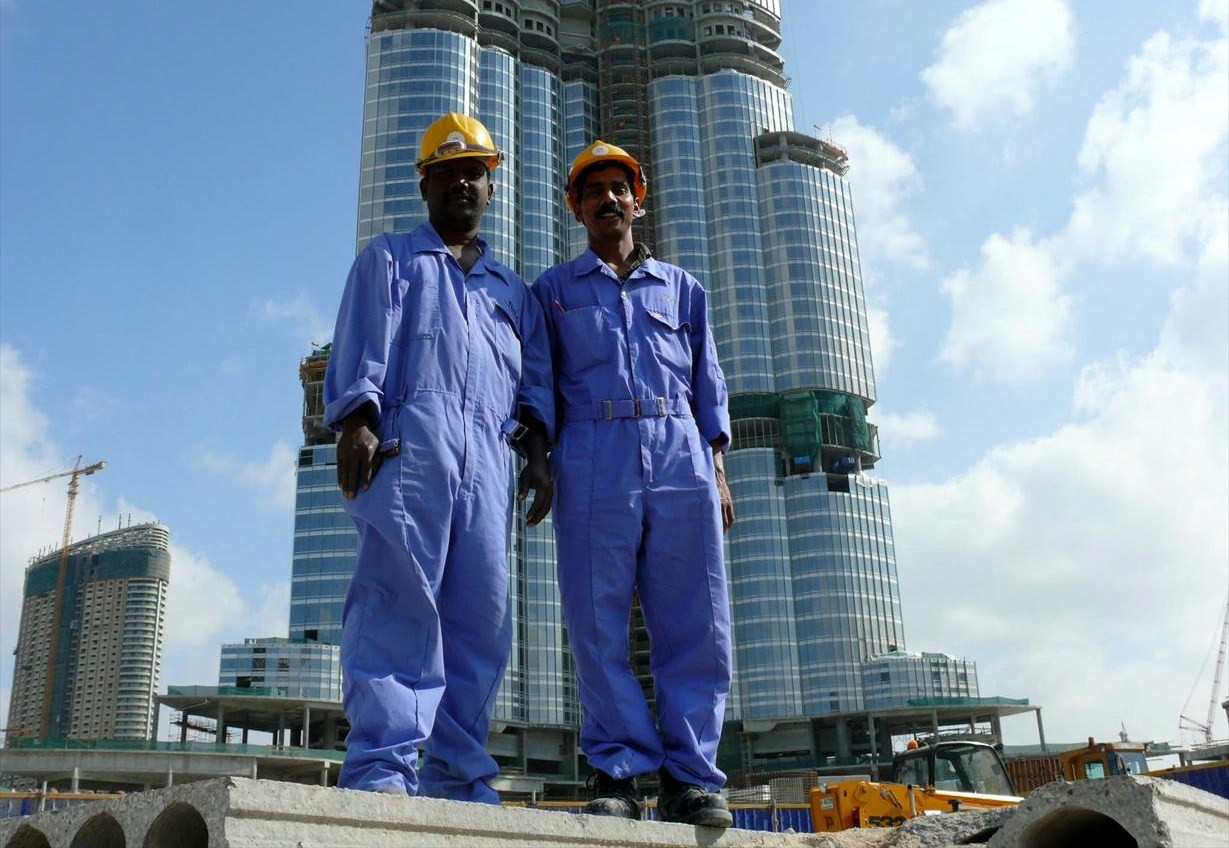
부르즈 할리파를 배경으로 사진을 찍기 위해 포즈를 취하고 있는 두 명의 동남아시아 블루 칼라 노동자

에미리트화는 공공 및 민간 부문에서 더 많은 UAE 국적을 의미 있고 효율적으로 고용하기 위한 UAE 정부의 계획이다. 이 프로그램이 시행된 지 10년이 넘었고 공공 부문에서 결과를 볼 수 있지만 민간 부문은 민간 부문 노동력의 0.34%에 불과한 시민들에게 여전히 뒤쳐져 있다.
사회적, 경제적, 정치적 이유로 에미레이트화의 중요성에 대한 일반적인 합의가 이루어지고 있지만, 현지화가 조직의 효율성에 미치는 영향에 대한 일부 논쟁도 있다. 국적자의 고용이 중동에서 활동하는 MNE들에게 수익을 창출하는지, 그리고 그 규모는 아직 알려지지 않았다. 최근 연구에 따르면 현지화가 이 지역에서 운영되는 기업에게 항상 유리한 것은 아니며, 그 효과는 여러 가지 우발적 요인에 따라 달라진다.
그러나 2009년 12월, 아직 발표되지 않은 연구를 인용한 신문 기사에서 UAE 시민들이 작업장에 미치는 긍정적인 영향이 확인되었다. 이러한 이점은 발전하는 전력 구조 내의 네트워크를 사용하는 것이다.

## 기업 지배구조 코드
증권 및 상품 당국(SCA)는 2009년에 두바이 금융시장(DFM) 및 아부다비 증권거래소(ADX)에 증권이 상장된 모든 공동 주식 회사 및 기관에 적용되는 새로운 기업 지배 구조 규정(기업 지배 구조 코드)을 도입했다.

## 부동산

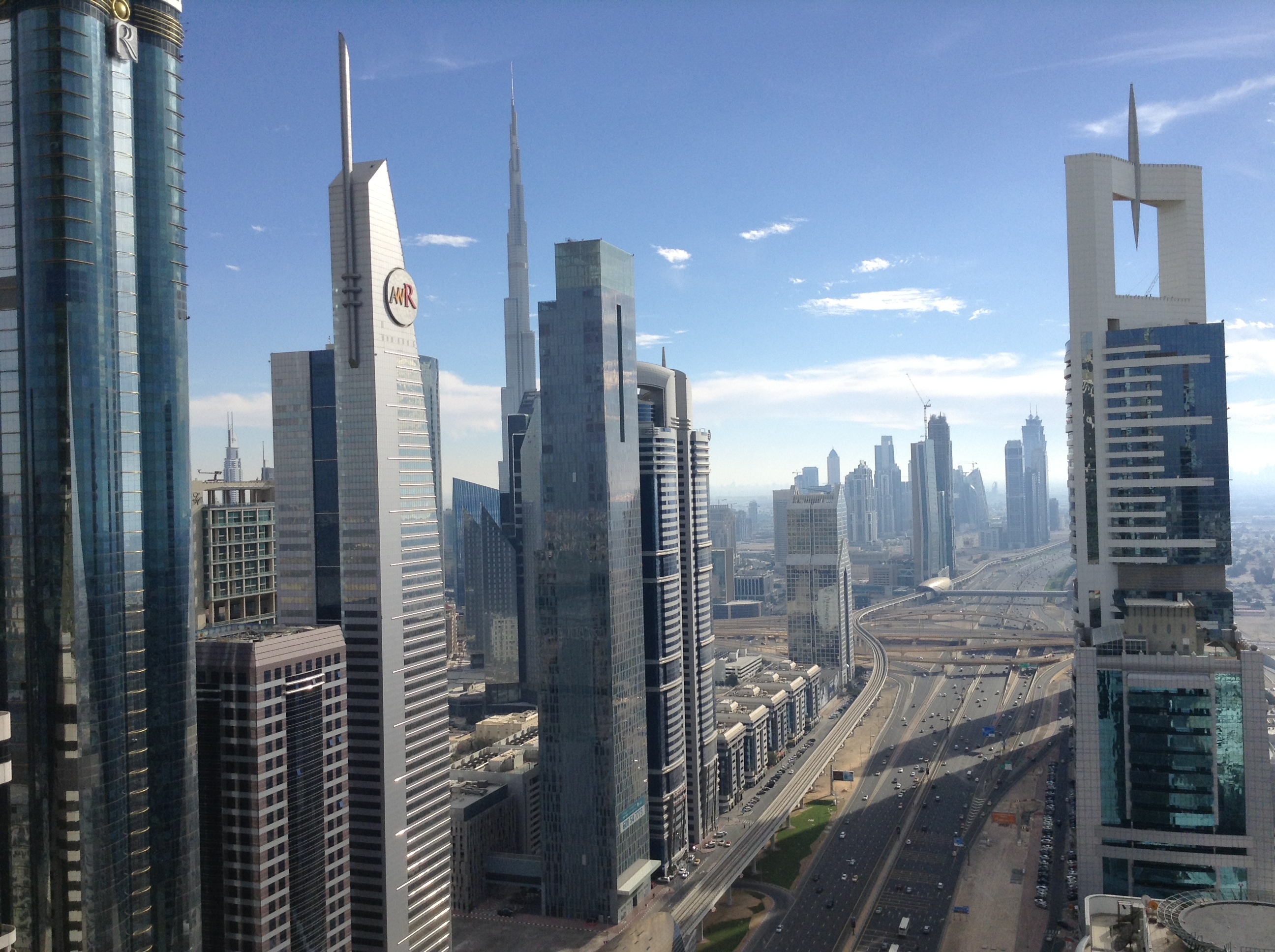
두바이 국제 금융 센터

최근 1년간 부동산과 인프라 분야의 발전은 한국을 세계적인 관광지로 만드는데 기여하였다. 에미리트 국내총생산(GDP)의 관광 기여도는 1990년대 중반 3%에서 2010년 말에는 16.5% 이상으로 증가했다. 이 같은 추세는 공항 지출, 수용력 증대, 신공항 및 항만 건설 등에 주로 투입되는 관광사업에 대한 공공투자가 뒷받침하고 있다.
시장의 요구와 특히 두바이와 아부다비의 주택 및 상업 단위에 대한 수요 증가를 충족시키기 위한 부동산 프로젝트가 시작됨에 따라 부동산 부문은 개발, 일자리 기회, 투자 및 관광에 긍정적인 영향을 미치고 있다. 아랍에미리트(UAE)에는 155개 관광호텔(높이 150m) 중 18개 호텔이 있다. 이로써 UAE는 2014년 중국과 미국에 이어 세 번째 방문국이 됐다. 이 건물들은 UAE의 관광명소 중 하나이다. 두바이는 이러한 높은 투어의 건설 및 설계에 눈부신 아이디어를 채택했다.
최근 한 해 동안 UAE의 부동산 부문 도약과 인프라 개발은 UAE를 세계적인 관광지로 만드는 데 기여하였다. 따라서 에미리트 국내총생산(GDP)의 관광 기여도는 1990년대 중반 3%에서 2010년 말에는 16.5% 이상으로 증가했다. 이러한 경향은 주로 공항을 지출하고(연간 470억 달러), 수용력을 늘리고, 신공항과 항구를 설립하는 관광 프로젝트에 대한 대규모 공공 투자로 뒷받침된다.
UAE는 이 지역의 석유 및 가스 산업, 화학 산업, 에너지 및 물과 쓰레기 프로젝트의 약 37%를 보유하고 있다. UAE 정부는 특히 아부다비와 두바이에서 관광과 부동산 프로젝트에 막대한 자금을 투입해 왔다. 세계 최고층 타워인 아부다비의 알 사다디야트 섬과 세계 최고층 두바이의 부르즈 칼리파가 아랍에미리트(UAE)의 세계적 관광지로 각광을 받게 된 이정표가 대표적이다. 2013년~2014년 세계 경쟁력 보고서에 따르면 UAE는 인프라 품질 면에서 전 세계 4위를 차지했다.
2020년 11월 28일, 아부다비 미디어 오피스는 제49회 국경일을 앞두고 아랍에미리트 정부가 자국민들에게 20억 달러 상당의 주택 대출, 토지 및 주택을 제공했다고 발표했다. 이 종합대책은 부지 3099채, 주택대출 2000채, 주택 601채로 구성되며 일부 사망자의 가족과 퇴직자들의 주택담보대출 상환을 면제해주는 것으로 알려졌다. 아부다비 주택 협회의 사무총장인 바시어 알 메헤르비는 UAE 시민들의 좋은 생활 수준을 보장하는 것을 목표로 하는 지속 가능한 주택의 제공에 대한 계획을 말했다.